# Darmstädter Münze

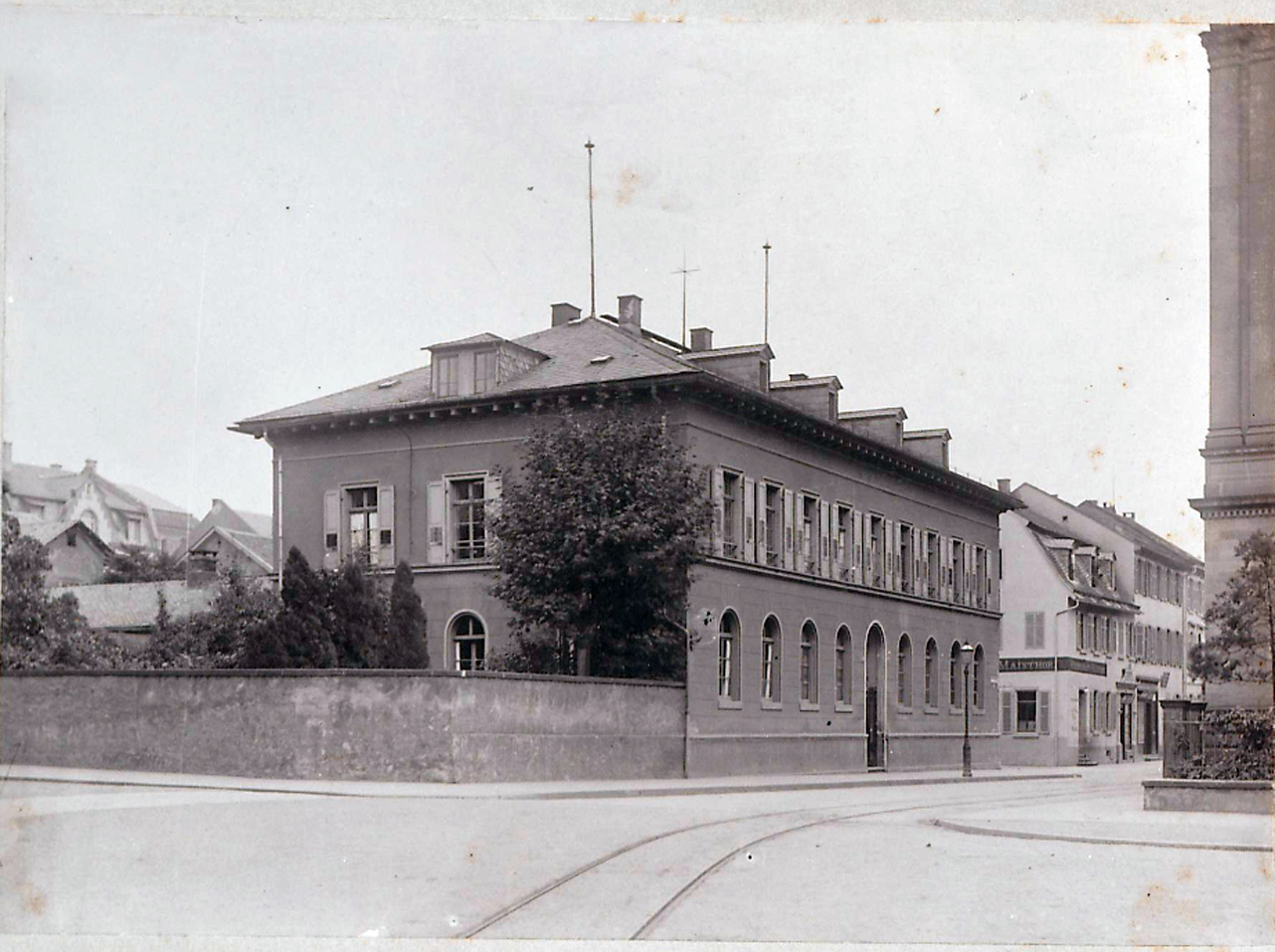
Münzprägeanstalt am Mathildenplatz (1899)

Die Münzprägeanstalt von Hessen-Darmstadt wurde 1618 durch Landgraf Ludwig V. begründet, die Münzen trugen von 1871 bis 1882 den Buchstaben H als Münzzeichen. Die Münze Darmstadt wurde 1882 geschlossen.

## Gründung
Hessen wurde 1567 nach dem Tod von Philipp I. dem Großmütigen in vier Fürstentümer geteilt, Georg I. erhielt Hessen-Darmstadt, Wilhelm IV. Hessen-Kassel, Philipp II. Hessen-Rheinfels und Ludwig IV. Hessen-Marburg. Der kinderlose Ludwig IV. hatte 1597 testamentarisch verfügt, dass ihn seine Neffen, die Landgrafen Moritz von Hessen-Kassel (Sohn seines Bruders Wilhelm), und Ludwig V. von Hessen-Darmstadt (Sohn seines Bruders Georg) beerben, dabei aber den konfessionellen lutherischen Status in Hessen-Marburg wahren sollten. Damit erbte Ludwig V. 1604 die Hälfte von Hessen-Marburg. Die andere Hälfte von Hessen-Marburg fiel an Hessen-Kassel. Die calvinistischen Reformen von Landgraf Moritz von Hessen-Kassel widersprachen dem Testament Ludwigs IV., Ludwig V. erhob den Anspruch auf ganz Hessen-Marburg. Ludwig V. beendete im Juni 1618 wegen diesen konfessionellen Auseinandersetzungen die gemeinsame Münzpolitik mit Hessen-Kassel und eröffnete die erste eigene Münzprägestätte für seinen Herrschaftsbereich am heutigen Ballonplatz an der Alexanderstraße im landgräflichen Bauhof der seit 1580 die wesentlichen Ökonomiegebäude des Hofes beherbergte. Auf dem Bauhofgelände gab es eine Reithalle, Mühlen, eine Brauerei und Brennerei, eine Seidenweberei und eine Wagnerei. Die Münze selbst bestand aus einem Hauptgebäude mit den Werkstätten und einem zweiten Gebäude als Lager. Mit einer Handspindelpresse begann die Produktion des Vierteltalers, später nutzte man bis im 1621 die Wasserkraft des Mühlbachs. Ein Taler hatte den Wert von 90 Kreuzern, er entspricht der heutigen Kaufkraft von rund 1000 Euro. In den Wirren des Dreißigjährigen Krieges wurde die Darmstädter Münze 1622 in das stärker befestigte Nidda verlegt, kehrte 1650 mit dem Münzmeister Johann Satorius nach Darmstadt zurück, um 1690 wegen des Pfälzischen Erbfolgekrieges nach Gießen verlegt zu werden.
Nach dem Tode von Carl Wilhelm Fehr am 13. März 1817, der bereits in der dritten Generation zum Münzmeister in Darmstadt bestallt war, wurde Hektor Rößler (* 1779; † 1863) diese anspruchsvolle Aufgabe übertragen. Rößler war ein überregional bekannter Mechaniker, der sich durch seine Arbeit und Werkstätte „eine Reihe sehr bedeutender Verbesserungen an physikalischen, geodätischen und astronomischen Instrumenten“ großen Ruhm verdient hatte. In der Münzstätte gab es für den Münzmeister eine Dienstwohnung, die Rößler unter Aufgabe seines Wohnhauses in der Rheinstraße bezog. Dem „Hofmechanicus“ war es gestattet, sein bisheriges Privatgeschäft weiterzuführen. Die Darmstädter Münze befand wie die meisten Münzprägestätten in Deutschland in einem jämmerlichen Zustand. Es war das Rößlers Verdienst, die großherzogliche Münze in eine „Musteranstalt in Bezug auf Einfachheit und Zweckmäßigkeit in der Anordnung, sowie Schönheit ihrer Erzeugnisse“ zu verwandeln. Nach dem Umzug der Prägestätte zum „Mainthore“ fand Rößler 1828 im „Neuen Chausseehaus“ an der Frankfurter Chaussee eine neue Unterkunft. Hier am Stadtrand konnte er ungestört eine Dampfmaschine zum Betrieb der Münze entwickeln, ohne dass Feuer oder Explosionen schwere Folgen für eng bebaute Altstadt mit ihren zahlreichen Holzhäusern zu befürchten waren. Die Dampfmaschine war bis 1882 in Gebrauch.

## Münzprägestätte am Mathildenplatz

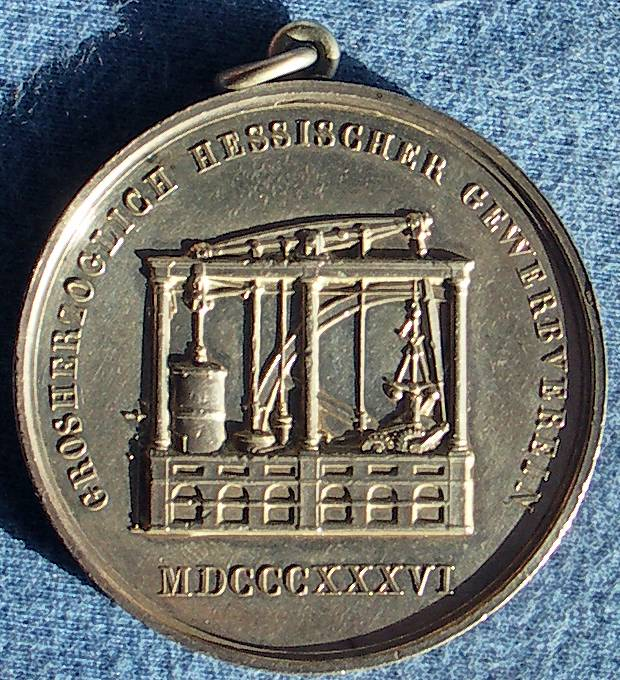
Hektor Rößlers Dampfmaschine auf einer Preismedaille des Landesgewerbevereins von 1839

Die Münzprägestätte in der Alexanderstraße, die im 18. Jahrhundert eine Blütezeit erlebte, wurde 1833 an den Mathildenplatz verlegt. Der klassizistisch-schlichte Neubau am Mathildenplatz 12, von Georg Moller entworfen und von 1831 bis 1833 errichtet, galt als vorbildlich für eine Münzprägestätte dieser Jahre. Im Erdgeschoss des Gebäudes lagen links die große und kleine Präge, rechts befanden sich die Silberkammer und das Laboratorium. In den zwei eingeschossigen Flügeln befanden sich im Anschluss an das Laboratorium die Schmelze und bei der Präge das Lager. Das Gebäude wurde durchgehend von einem Militärposten bewacht. 1882 schloss die Darmstädter Münze und die Prägung hessischer Münzen wurde in die Reichsprägeanstalt Berlin verlegt. In das freigewordene Gebäude zog nach der Schließung der Münze zunächst noch das Steueramt ein, es wurde 1903 für den Neubau des Amtsgerichts (Gerichtsgebäude) abgerissen.

## Die Münzen der Münzstätte
Als erstes Geldstück wurden Vierteltaler mit der Jahreszahl 1618 hergestellt, bis 1621 wurden weitere Münzen, wie Goldgulden, geprägt. Der Nennwert einer Silbermünze entsprach ihrem Metallwert, abzüglich der Prägekosten, die maximal 5 % des Nennwerts ausmachten. Nach den Vereinbarungen des Dresdner Münzvertrags wurden in der neuen Münze in Darmstadt von 1839 bis 1854 Doppeltaler mit einem Feingehalt von 33,41 g Silber und von 1857 bis 1871 der Vereinstaler mit einem Feingehalt von 16,67 g Silber geprägt. Ab 1872 produzierte die Münzstätte am Mathildenplatz auch Mark- und ab 1873 Pfennigmünzen. Vor Einführung der Münzstättenbuchstaben ab dem späten Mittelalter wurden die Münzen mit dem Symbol des für die Prägung verantwortlichen Münzmeisters versehen. Diese Münzmeisterzeichen bestehen in der Regel aus dem Anfangsbuchstaben seines Namens oder einem Zeichen, welches seinen Namen andeutet. Sie wurden während der zweiten Hälfte des 19. Jahrhunderts durch das Münzzeichen oder den Münzstättenbuchstaben ersetzt. Dieser kennzeichnete sich nach der Reichsgründung durch einen Großbuchstaben nach dem deutschen Alphabet, wie etwa das H für Darmstadt. Über diesen kann die Münzstätte, in der die Münze geprägt wurde, definiert werden. Das Münzrecht wurde nämlich nicht mehr von den einzelnen Staaten, sondern vom Reich ausgeführt. Die jeweiligen Münzzeichen richteten sich nach der Reihenfolge der Aufzählung der Bundesstaaten in der Reichsverfassung, so stand A etwa für Berlin und der Buchstabe H für Darmstadt. Münzen mit dem Großbuchstaben H wurden in der Zeit von 1872 bis 1882 in Darmstadt geprägt. Anschließend ließen die Hessen ihre Münzen in Berlin prägen. In der Münzprägeanstalt Darmstadt wurde 1882 als letztes mit dem charakteristischen Prägezeichen -H- versehenes Geldstück ein silbernes 1-Markstück ausgegeben.

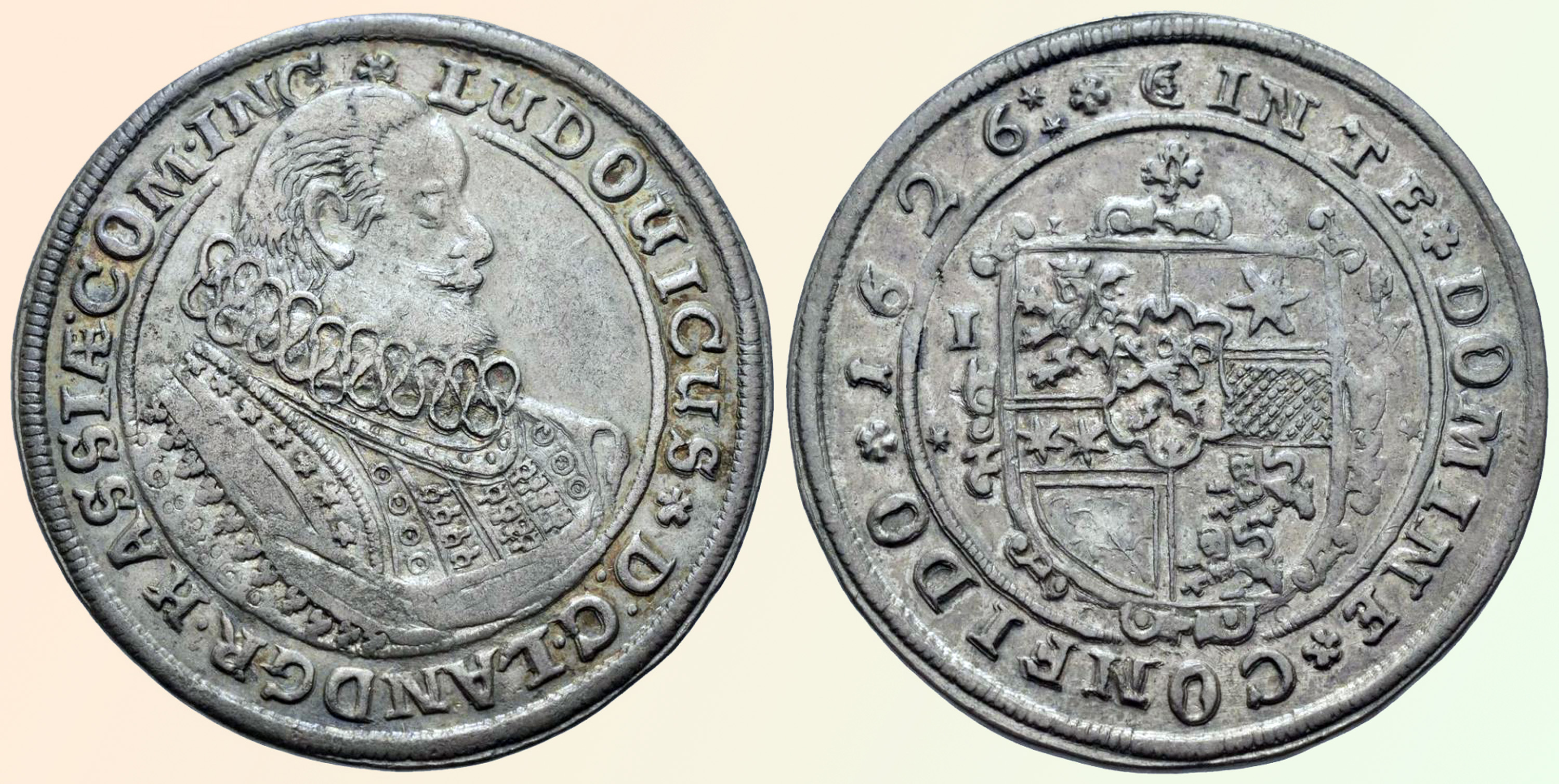
Halber Taler Ludwig V. Landgraf von Hessen-Darmstadt (1626)
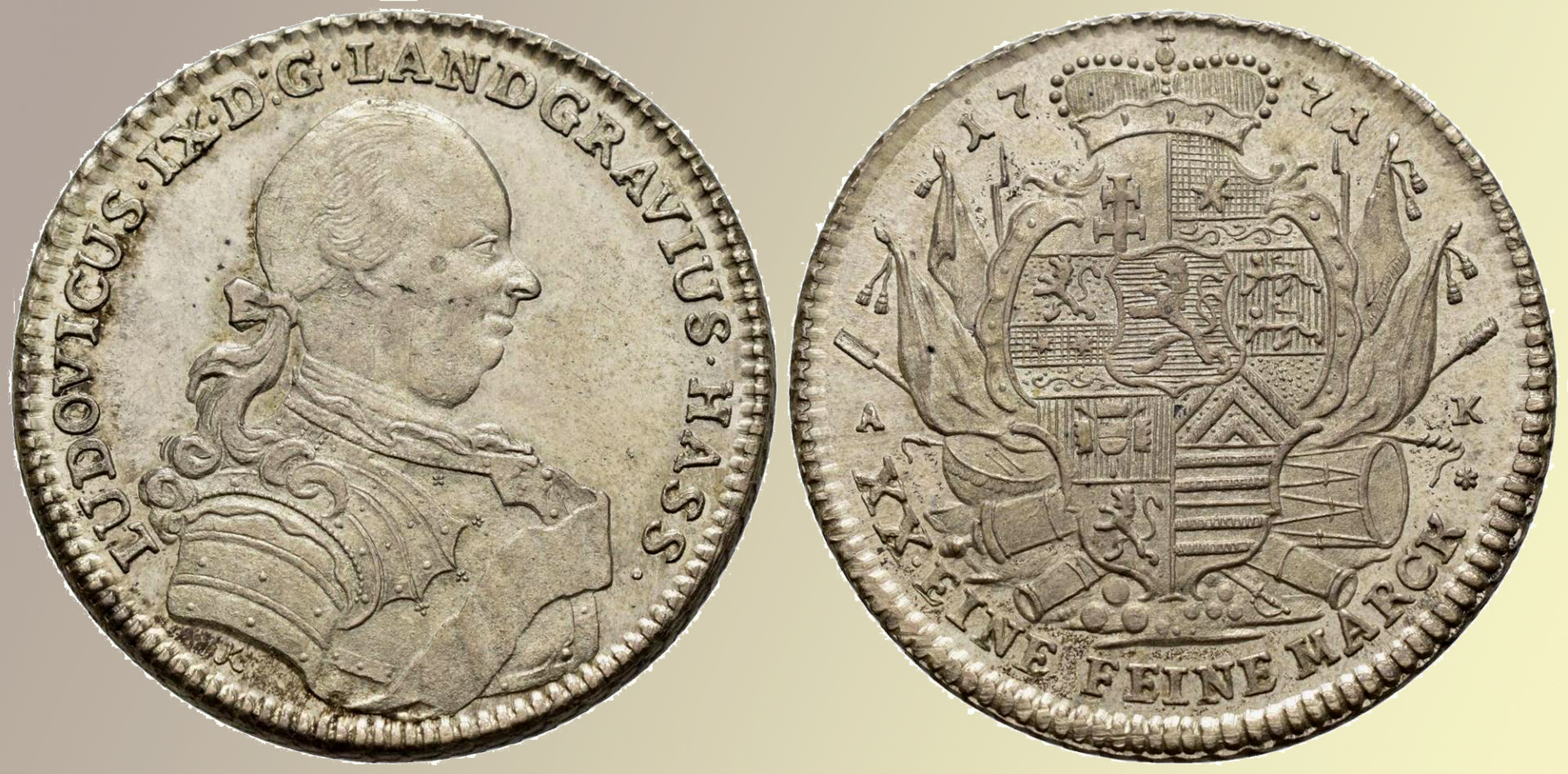
Halber Taler Ludwig IX. Landgraf von Hessen-Darmstadt (1771)
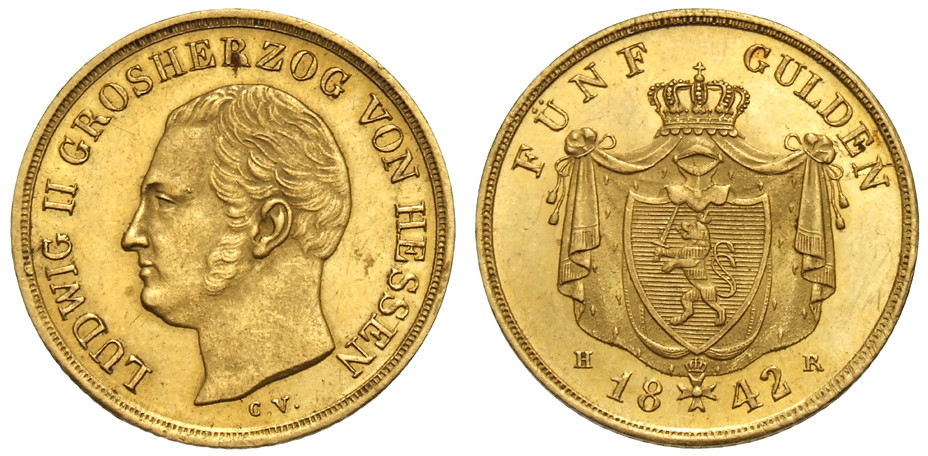
Fünf Gulden Münze Ludwig II. Großherzog von Hessen-Darmstadt (1842)
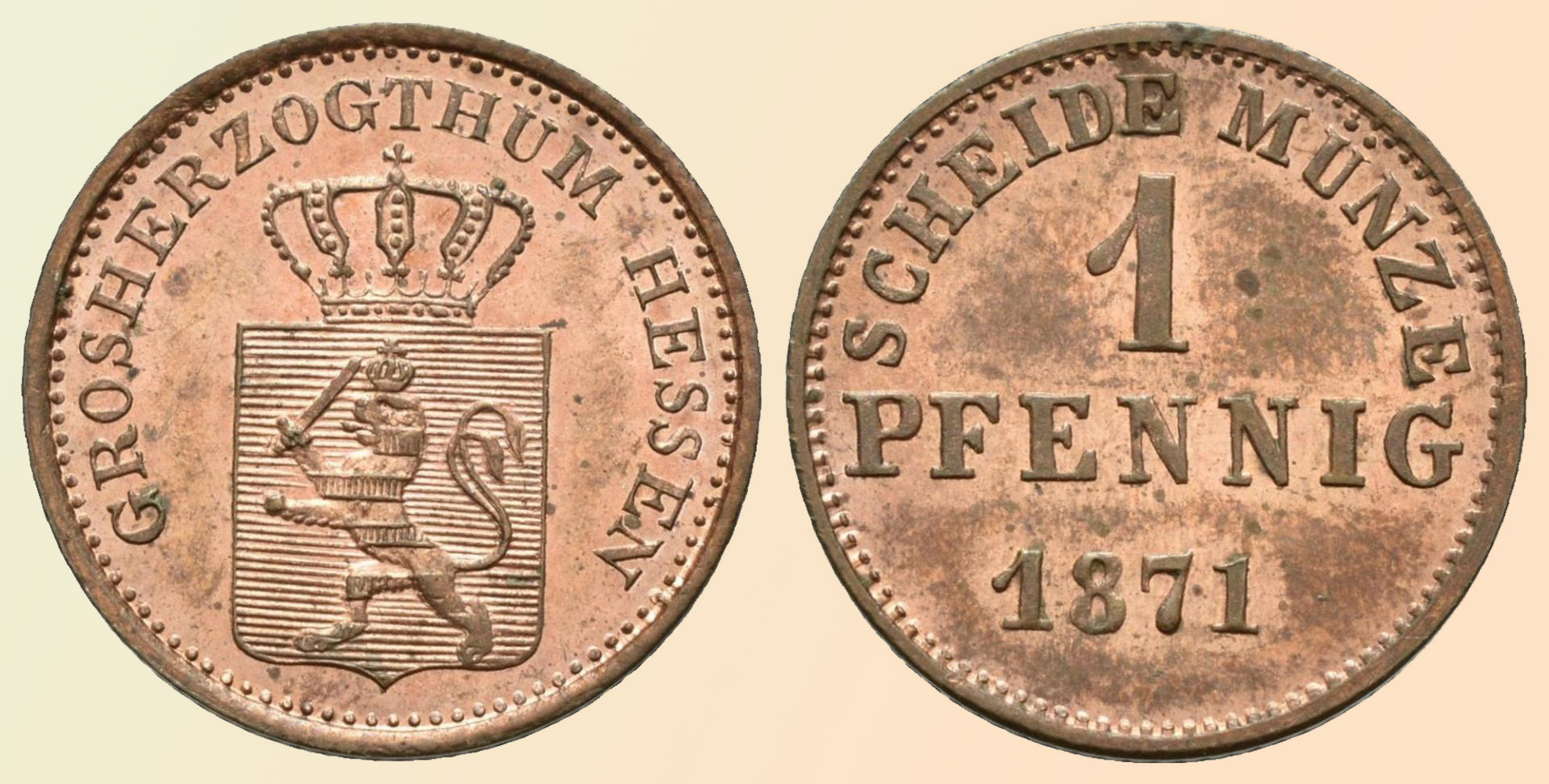
Pfennigmünze Großherzogtum Hessen (1871)
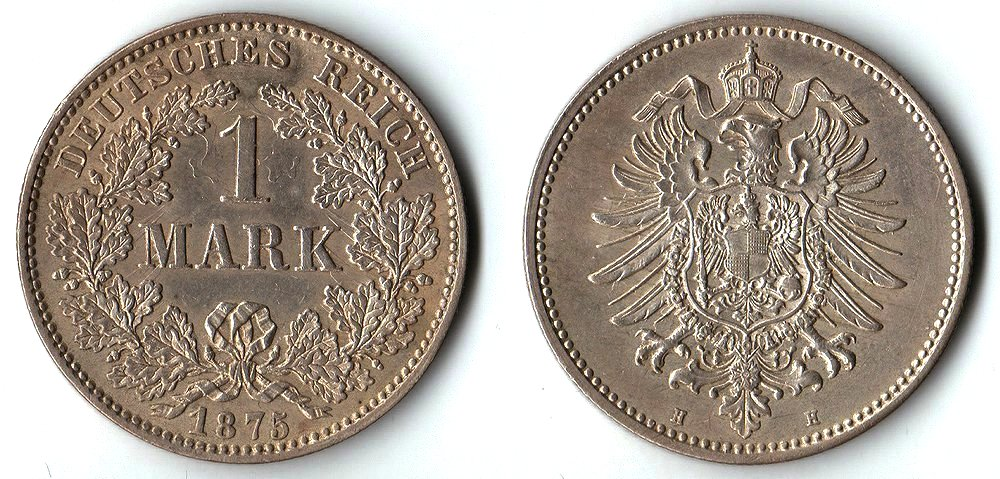
Darmstädter Einmark-Münze (1875)

## Die Münzmeisterfamilie Rößler
Alle Münzmeister, die in der am Mathildenplatz gelegenen Münzprägestätte tätig waren, stammten aus der Familie Rößler. Auf Hektor Rößler folgte dessen Enkel Hektor Johann Theodor Christian Rößler (* 1833; † 1864), nach seinem Ableben ging die Stellung des Darmstädter Münzmeisters an seinen Vater Hektor Rößler Junior (* 1806; † 1875). Der letzte Münzer war ein weiterer Enkel des älteren Hektor Rößler, Friedrich Kraus (* 1848; † 1916), der nach Schließung der Darmstädter Münze 1882 ins Ausland ging und nach dem Darmstädter Vorbild Münzprägestätten in Korea und Transvaal (Südafrika) gründete.